# 芜湖市第一中学
芜湖市第一中学是中国安徽省的老牌重点中学（1958年），省首批示范高中。它的前身为中江书院（1765年）。1903年，中江书院更名为皖江中学堂。1952年，芜湖市第一中学的校区位于安徽省芜湖市张家山，2011年2月，芜湖市第一中学新校区投入使用，新校区位于城东新区三环路以东芜宣高速以南交汇处，后老校区弃用。2012年安徽高考理科状元丁雅琦的母校。

## 历史沿革
| 年代                     | 学校名称             |
| ------------------------ | -------------------- |
| 清乾隆三十年（1765年）   | 中江书院             |
| 清同治二年（1863年）     | 鸠江书院             |
| 清光绪二十九年（1903年） | 皖江中学堂           |
| 1912年                   | 省立第二师范学校     |
| 1914年                   | 省立五中             |
| 1929年                   | 省立七中             |
| 1934年                   | 省立芜湖中学         |
| 1948年                   | 省立芜湖高级中学     |
| 1949年                   | 芜湖市立中学         |
| 1950年                   | 皖南区芜湖市第一中学 |
| 1951年                   | 安徽省芜湖市第一中学 |
| 1969年                   | 芜湖市东方红中学     |
| 1972年至今               | 芜湖市第一中学       |

## 著名校友
- 辛灏年，本名高尔品，辛灏年是其笔名，安徽巢县人，出生于南京，现旅居美国。作家、历史学者，主张中国大陆归并于中华民国，参与创建大中华民国光复会。
- 钟家庆，中国数学家。
- 卢强，中国自动控制和电力系统动态学专家，中国科学院院士。
- 顾秉林，前清华大学校长，物理学家和材料科学家，中国科学院院士，第三世界科学院院士，瑞典皇家工程科学院外籍院士。
- 吴奇，高分子物理化学家，香港中文大学化学讲座教授，美国物理学会院士，中国科学院院士。
- 周远，中国低温工程、制冷技术专家，中国科学院院士。
- 唐贤明，将军，西昌卫星发射中心总指挥。[4]
- 王海飞，2016年国际化学奥林匹克竞赛金牌。
- 罗振宇，出生于安徽芜湖，中国资深媒体人，记者专业，自称罗胖。籍贯安徽桐城，是罗辑思维创始人、“得到app”创始人。
- 陈独秀，曾在芜湖一中（时皖江中学堂）任教。中国近现代的思想家、政治活动家、语言学家，中国共产党主要创始人之一及首任总书记，中国托派的精神领袖。是新文化运动的主要倡导者之一，创办了著名白话文刊物《新青年》，也是五四运动的精神领袖。中共执政（领导）的中国政府对其评价为：中国近现代史上伟大的爱国者、伟大的革命家与改革家、伟大的民主主义者、伟大的启蒙思想家。
- 印奇，安徽芜湖人，旷视（MEGVII）联合创始人、董事长兼首席执行官。

## 历任校长
| 姓名                 | 任期            |
| -------------------- | --------------- |
| 皖江中学堂           |                 |
| 刘树屏               | 1903年－1904年  |
| 严复                 | 1904年－1906年  |
| 张通典               | 1906年－1906年  |
| 李守                 | 1906年－1912年  |
| 安徽省立第二师范学校 |                 |
| 胡晋接               | 1912年－1914年  |
| 安徽省立第五中学     |                 |
| 余谊密               | 1915年－1916年  |
| 潘光祖               | 1916年－1920年  |
| 刘希平               | 1920年－1924年  |
| 刘杨烈               | 1924年－1925年  |
| 卢伯荪               | 1925年－1928年  |
| 安徽省立芜湖初级中学 |                 |
| 吴葆萼               | 1928年－1929年  |
| 卢彤                 | 1929年－1929年  |
| 安徽省立第七中学     |                 |
| 柯德发               | 1929年－1934年  |
| 安徽省立芜湖中学     |                 |
| 柯德发               | 1934年－1939年  |
| 鲍宇门               | 1939年－1945年  |
| 汪铸国               | 1945年－1946年  |
| 唐道海               | 1946年－1948年  |
| 安徽省立芜湖高级中学 |                 |
| 唐道海               | 1948年－1949年  |
| 芜湖市立中学         |                 |
| 方向明               | 1949年－1950年  |
| 芜湖市第一中学       |                 |
| 王贯之               | 1950年－1951年  |
| 于隆业               | 1950年－1951年  |
| 马数鸣               | 1951年－1952年  |
| 刘乔                 | 1952年－1955年  |
| 周志山               | 1955年－1968年  |
| 芜湖市东方红中学     |                 |
| 过建中               | 1969年－1970年  |
| 史栋庭               | 1970年－1971年  |
| 芜湖市第一中学       |                 |
| 张琬                 | 1971年－1974年  |
| 王为                 | 1974年－1978年  |
| 秦孔仕               | 1978年－1982年  |
| 成功                 | 1982年－1984年  |
| 陈玉兰               | 1984年－1984年  |
| 汪继威               | 1984年－1991年  |
| 孙昌华               | 1991年－1991年  |
| 梅博群               | 1991年－2007年  |
| 庞定亚               | 2007年 - 2019年 |
| 李平                 | 2019年 - 至今   |